# Chimoré (gemeente)
Chimoré is een gemeente (municipio) in de Boliviaanse provincie Carrasco in het departement Cochabamba. De gemeente telt naar schatting 25.810 inwoners (2018). De hoofdplaats is Chimoré.